# Pronolagus
Pronolagus (Lyon, 1904) è un genere di mammiferi lagomorfi della famiglia dei Leporidi.
Si tratta di animali di medie dimensioni (40–50 cm di lunghezza, per un paio di kg di peso), muniti di pelo denso e di consistenza lanosa, dalle tonalità perlopiù rossicce per meglio mimetizzarsi.

Rispetto alle lepri propriamente dette (sottofamiglia Leporinae), questi animali presentano orecchie e zampe in proporzione più corte ed adatte perlopiù a brevi scatti in ambienti accidentati, piuttosto che al balzo.
Questi animali hanno abitudini perlopiù notturne, che durante il giorno cercano riparo in spaccature della roccia o nel fitto della vegetazione, meglio se all'interno di tronchi cavi: il loro habitat d'elezione è costituito (come intuibile dal nome) dalle aree rocciose o cespugliose nei pressi di aree boschive. Si nutrono principalmente di foglie e germogli, piuttosto che di materiale erbaceo. Hanno abitudini solitarie, anche se talvolta li si osserva in piccoli gruppi, talvolta associati alle procavie.
Sono soliti, qualora possibile, porsi sulla sommità dei crepacci per poter meglio osservare l'ambiente circostante.

Qualora sorpresi da un eventuale pericolo, essi si danno alla fuga emettendo fischi sonori, probabilmente con funzione di confondere l'aggressore o di avvertire i conspecifici del pericolo che incombe.
La gravidanza dura circa un mese, al termine del quale la femmina dà alla luce uno o due cuccioli in una tana che essa stessa provvede a foderare con erbe e pelo.

## Tassonomia
Al genere vengono ascritte tre specie note col nome comune collettivo di conigli di roccia, tutte diffuse in Africa centro-meridionale:
- Pronolagus crassicaudatus - coniglio di roccia maggiore
- Pronolagus randensis - coniglio di roccia di Jameson
- Pronolagus rupestris - coniglio di roccia rosso